# Ливерпульский метропольный собор
Об англиканском кафедральном соборе см. Ливерпульский собор
Метропольный собор Христа-Царя (англ. Metropolitan Cathedral of Christ the King), чаще называемый просто Ливерпульский метропольный собор (англ. Liverpool Metropolitan Cathedral) — главный католический храм Ливерпуля. Яркий пример церковной архитектуры второй половины XX века. Служит кафедрой архиепископа Ливерпуля, также действует как приходская церковь.

## История
Инициатором строительства церкви на месте нынешнего собора выступил в 1853 году ливерпульский епископ Александр Госс. Предполагалось, что она будет выстроена в формах неоготики. Проект разработал Эдвард Уэлби Пьюджин, сын строителя Биг-Бена.
После того, как англиканами был построен гигантский Ливерпульский собор, католическая община приняла решение начать строительство храма, который бы не уступал англиканскому размерами. Авторитетный архитектор Эдвин Лаченс предложил проект собора, который должен был стать вторым по величине в мире после собора Святого Петра в Риме. Его планировалось увенчать самым большим в мире куполом высотой 510 футов (160 м).
К строительству приступили в 1933 году, однако с началом Второй мировой войны работы были приостановлены. После долгих дебатов было признано, что проект Лаченса слишком амбициозен. В целях сокращения издержек в 1959 году был объявлен новый архитектурный конкурс. Победил на нём остросовременный проект Фредерика Гибберда (англ.). Ныне существующий собор, заложенный в 1962 году, был построен за 5 лет.
Вскоре после открытия начали проявляться конструктивные недостатки здания. Это побудило власти собора подать в суд на Фредерика Гибберда на 1,3 миллиона фунтов стерлингов по пяти пунктам, двумя наиболее серьезными из которых были протечки в алюминиевой крыше и дефекты мозаичной плитки, которая начала отходить от бетонных опор.  Дизайн был описан Стивеном Бэйли как «тонкая и хрупкая версия Оскара Нимейера» и его оригинала в Бразилиа»,  хотя историк архитектуры Николаус Певзнер отмечает, что сходство только внешнее.
Крипта под Ливерпульским столичным собором — единственная часть, построенная по первоначальному проекту Лаченса. После войны, 1956 году возобновились работы над криптой, которые были завершены в 1958 году.

## Галерея

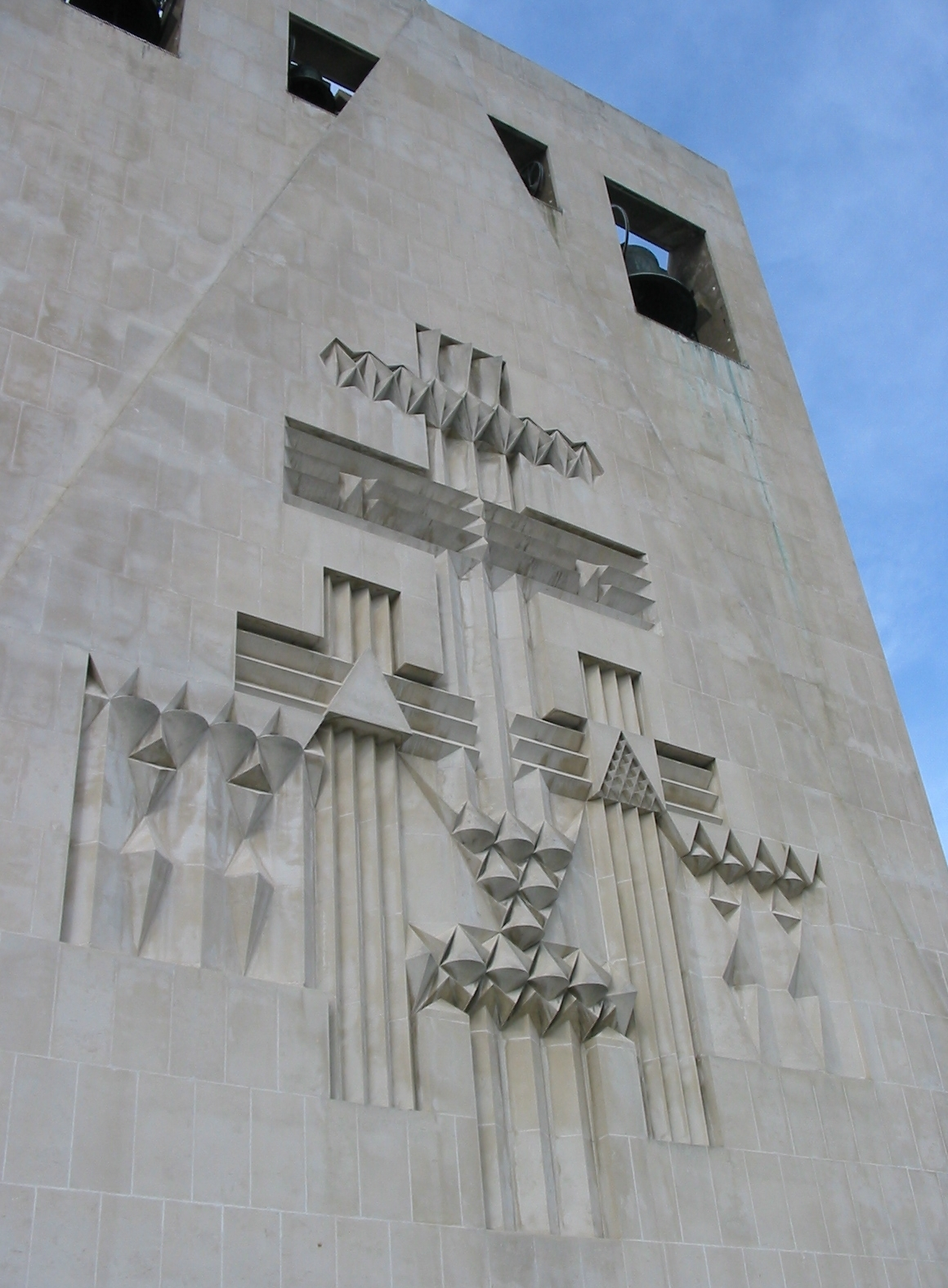
Колокольня собора
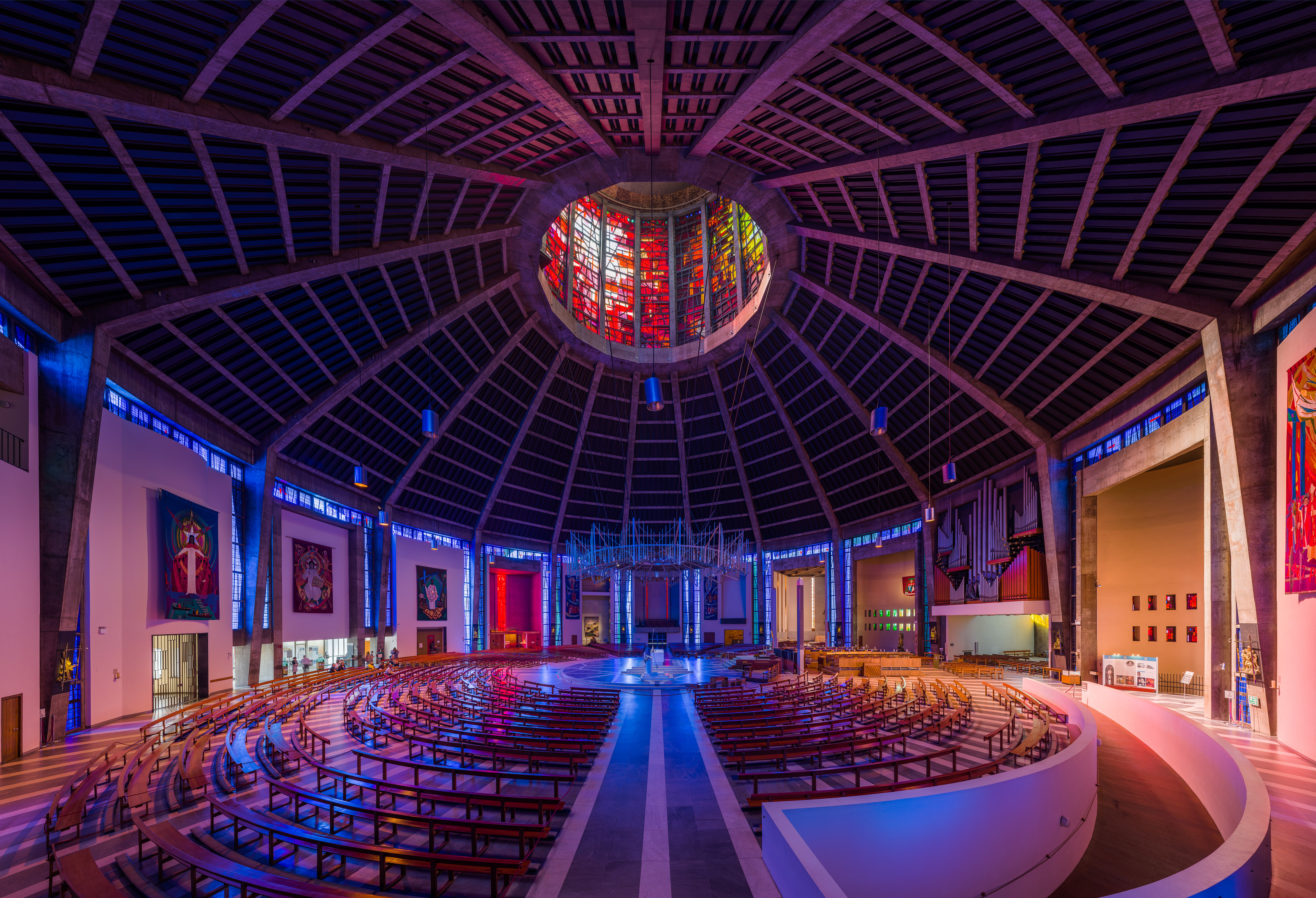
Интерьер собора
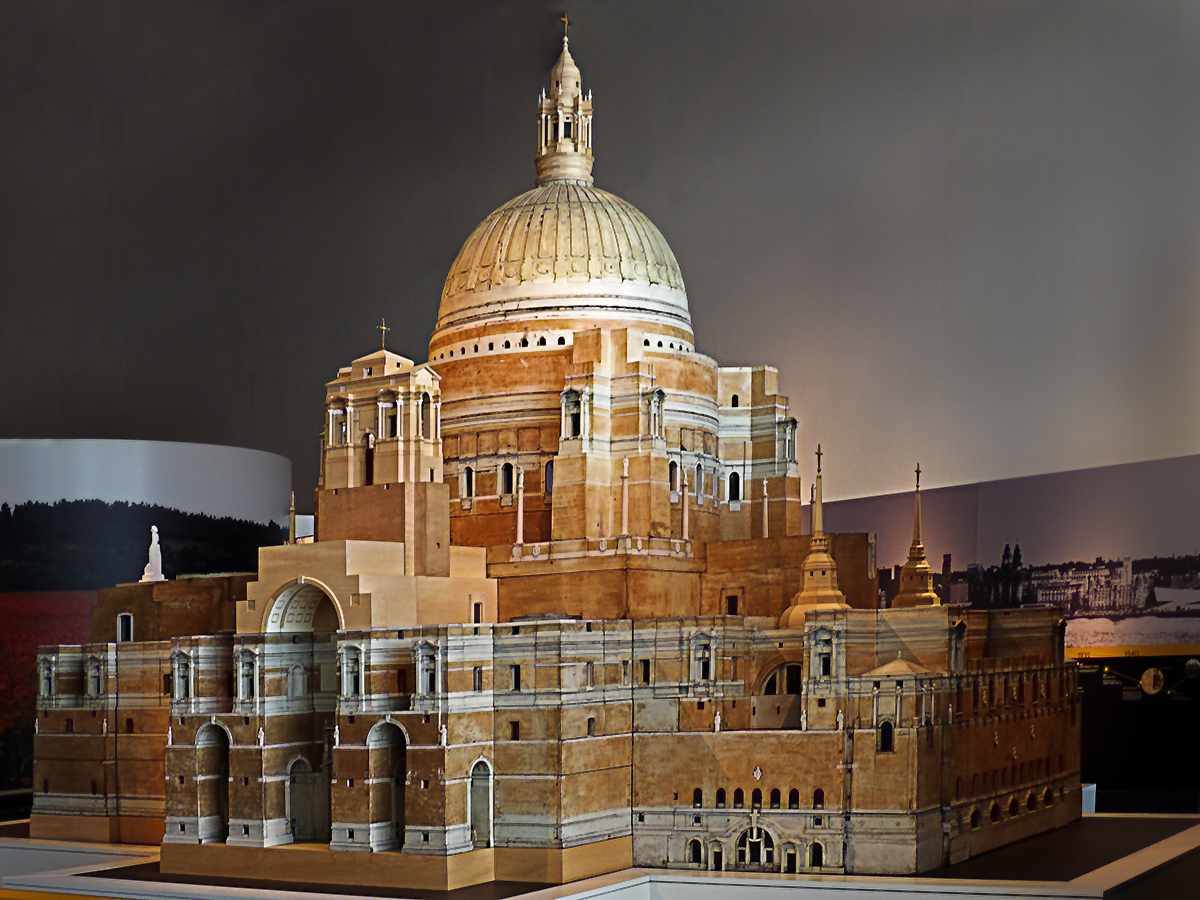
Большая модель кафедрального собора Ливерпуля работы сэра Эдвина Лаченса представлена в Королевской академии художеств и в Музее Ливерпуля.
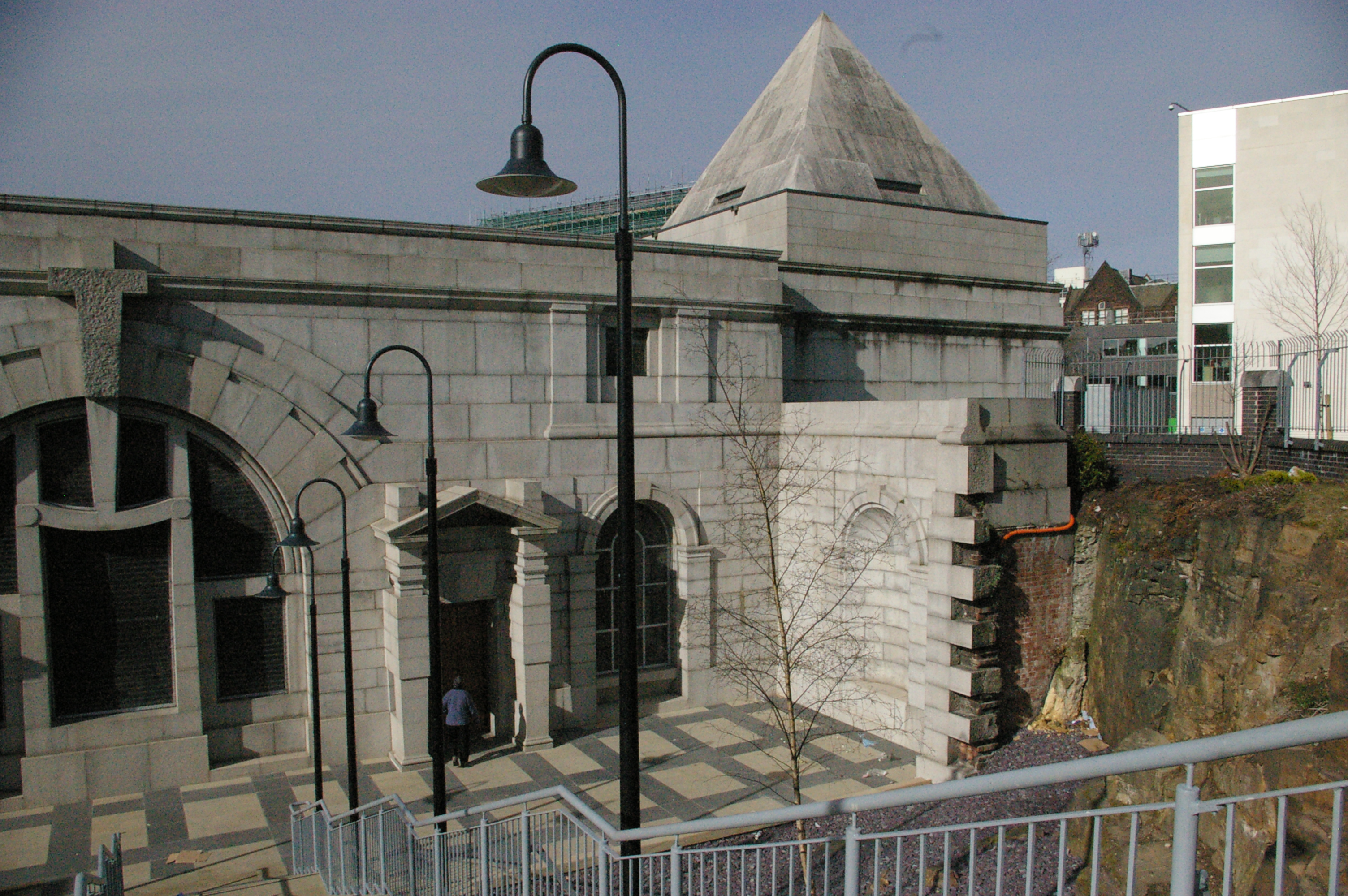
Крипта собора, построенная по первоначальному проекту (на фото модели — правый нижний угол)